# Iringa (region)
Iringa er en af Tanzanias 26 administrative regioner. Regionshovedstaden er byen med samme navn, og regionen dækker et område på 58 936 km², hvoraf 56.864 km² er land og 2.070 km² er vand. Regionen har en befolkning på 1.495.333, ifølge folketællingen i 2002.
Ruaha nationalpark, Tanzanias næststørste park med omtrent 7.500 besøgende hvert år, ligger i denne region.
Regionen støder mod sydvest op til Malawisøen.

## Distrikter
Regionen er inddelt i syv distrikter: Iringa Rural og Iringa Urban, Kilolo, Ludewa, Makete, Mufindi og Njombe.

## Eksterne kilder og henvisninger
1. ↑  Regions of Tanzania

9°00′S 35°00′Ø / 9.000°S 35.000°Ø